# Jesse Crawford

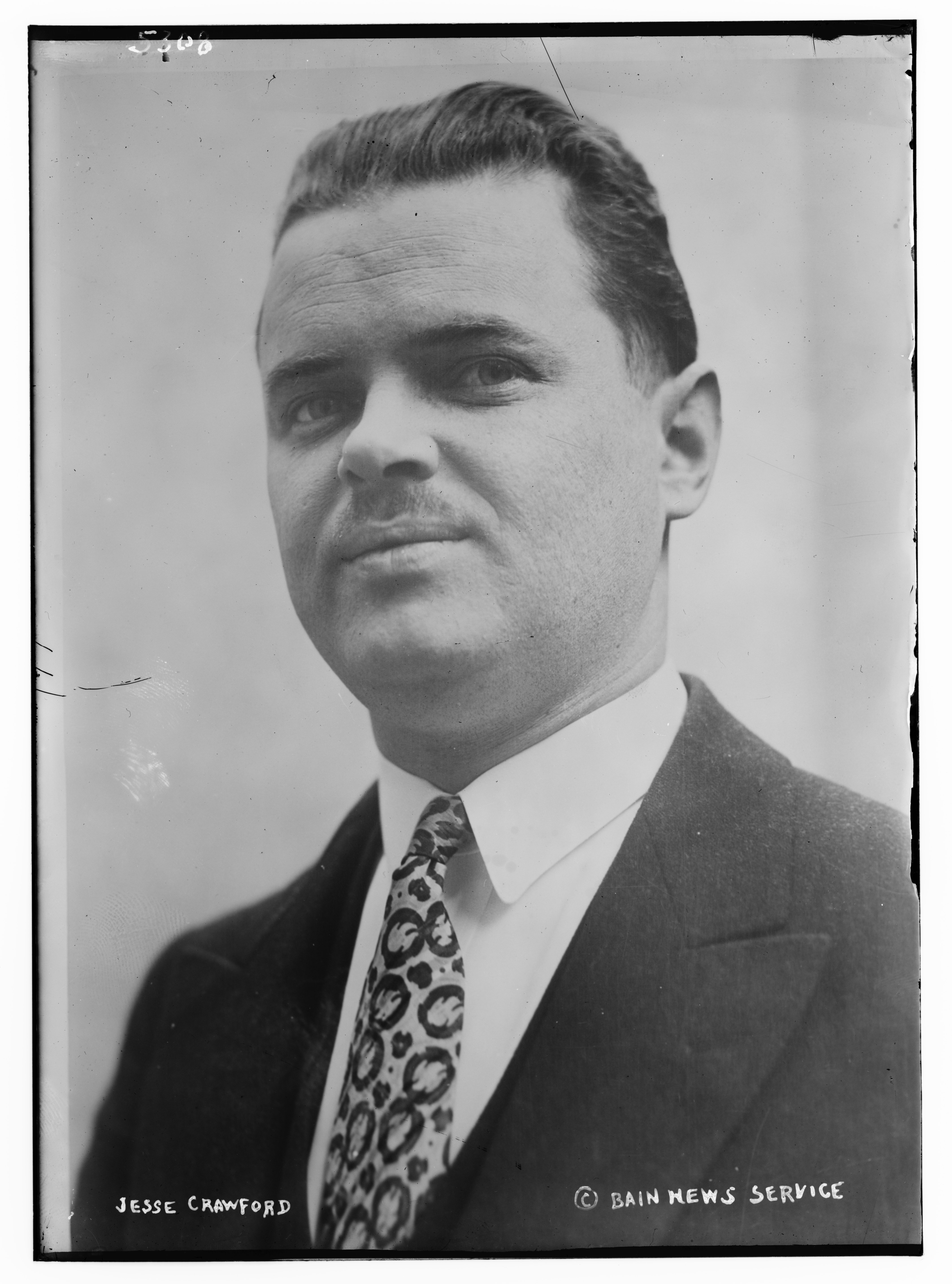

Jesse Crawford (ur. 2 grudnia 1895 w Woodland, zm. 28 maja 1962 w Los Angeles) – amerykański pianista i organista. W latach dwudziestych XX wieku znany jako organista kinowy obsługujący filmy nieme i popularny muzyk studyjny. W latach trzydziestych zaczął grać na organach Hammonda i został freelancerem. W latach czterdziestych XX wieku był autorem podręczników do nauki gry na organach i prowadził lekcje gry na organach.

## Młodość
Urodził się w Woodland w Kalifornii. Kiedy miał jeden rok, po śmierci ojca, został oddany do sierocińca niedaleko Woodland; uczył się tam muzyki. W wieku dziewięciu lat grał na kornecie w zespole prowadzonym w sierocińcu. W wieku 14 lat opuścił sierociniec i zatrudnił się jako pianista w niemym kinie i w zespole tanecznym.
Pierwszy raz grał na organach kinowych w Waszyngtonie, w kinie Spokane Gem w 1911 roku, oraz w kinie Casino Theatre (na ośmiogłosowych organach firmy Estey). Następnie grał krótko w kinach w Billings, Spokane i Seattle. U Olivera Wallace'a uczył się zastosowania nowych głosów konstruowanych w organach teatralnych. Później zatrudniał się w kinach Strand w San Francisco i Mission Theatre w Los Angeles.

## Lata dwudzieste: kino nieme
W latach dwudziestych Crawford był już dobrze rozpoznawalny; w Chicago, ze względu na styl grania ballad nadano mu przydomek „Poeta organów”. W 1921 roku został zatrudniony w sieci kin Balaban and Katz; w Chicago Theatre grał na 29-głosowych organach Wurlitzera; w Los Angeles grał na dużych organach Wurlitzera w kinie Million Dollar Theatre Graumana.
Od 1926 do 1933, wraz z żoną Helen Anderson (również organistką), występował w nowojorskim kinie Paramount Theatre.
Nagrał kilka małych płyt w lokalnej wytwórni Autograph Records, a później serię płyt dla wytwórni Victor Records. Kilka singli stało się hitami: „Rose Marie”, „Valencia”, „Russian Lullaby”, „At Dawning” i „Roses of Picardy”.

## Lata trzydzieste: organy Hammonda
Kiedy nastał koniec epoki kina niemego, zatrudnił się jako organista w studiu Radia NBC w Chicago. Grał również na EXPO w 1934 w Chicacgo.
W latach trzydziestych zaczął grać na organach Hammonda; koncertował i nagrywał w całych Stanach Zjednoczonych. Oprócz płyt, nagrywał również rolki perforowane do systemów samogrających Wulitzera. Nagrał kilka innych przebojów: „Vienna Violins”, „Louisiana Nocturn”, „Harlem Holiday” i „Hawaiian Honeymoon”. W latach 1937–1940 wystąpił z żoną w kilku filmach krótkometrażowych zrealizowanych przez Warner Brothers w systemie Vitaphone.

## Autor podręczników
W 1940 pierwszy raz przystąpił do profesjonalnego kursu nauki muzyki pod kierunkiem Josepha Schillingera.
Zaczął komponować aranżacje na organy Hammonda i wydawać je w formie partytur i podręczników. Prowadził także zajęcia muzyki organowej, zarówno na lekcjach indywidualnych, jak i w formie zajęć klasowych, gdzie głównie wykładał. Niektórzy z jego uczniów stali się całkiem znani i osiągnęli sukcesy (m.in. Hal Pearl).
Ostatnie dwie płyty nagrał na organach należących do amerykańskiego biznesmena i przedsiębiorcy – Richarda Simontona.